# دریاچه طوقی

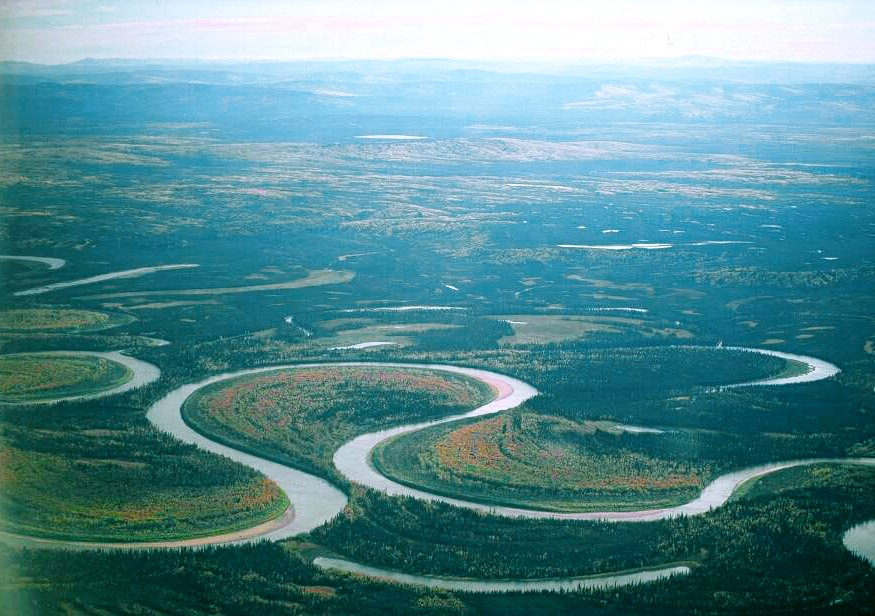
دریاچه‌های طوقی تشکیل‌شده در پیچان‌رودهای رودخانه نویتنا در آلاسکا

دریاچه طوقی (به انگلیسی: Oxbow lake) برکه یا دریاچه هلالی شکلی است که در مسیر پیچان‌رودها به وجود می‌آید و حاصل تغییر مسیر پیچان‌رود است. گاهی انحنای مارپیچی رود به شکل یک دایره تقریباً کامل در آمده و قسمتی از مسیر رود از جریان آب خارج می‌شود و رود از مسیر نزدیک‌تری که به وجود آورده، به راه خود ادامه می‌دهد. قسمت برجای مانده از مسیر رود را دریاچه طوقی یا برکه می‌گویند.
در ایران در جلگه خوزستان رود کارون دارای پیچان‌رودها و دریاچه‌های طوقی متعددی است. تشکیل دریاچه‌های طوقی در پیچان‌رودهای کوهستانی ناممکن شمرده شده است.